# Wayne Warren
Wayne Warren (* 12. Juni 1962 in Tynewydd) ist ein walisischer Dartspieler und der Weltmeister 2020 der BDO.

## Karriere
Warren begann im Jahr 2003 bei der British Darts Organisation seine Dartskarriere. 2005 gelang ihm zum ersten Mal die Qualifikation zur BDO World Darts Championship, musste sich jedoch in der ersten Runde gegen Mervyn King geschlagen geben.
Seinen ersten Turniersieg errang Warren bei den BDO International Open im Jahr 2012. Ein Jahr später erreichte er zum zweiten Mal die Teilnahme bei der BDO World Darts Championship, verlor jedoch erneut in der ersten Runde, diesmal gegen Alan Norris.
Bei der BDO World Trophy 2015 gelang Warren sein bis dato größter Erfolg bei einem Major-Turnier. Er kämpfte sich bis ins Viertelfinale und konnte dabei auch den amtierenden Weltmeister Scott Mitchell mit 7:2 Legs schlagen. Im Viertelfinale verlor er jedoch gegen Jeff Smith.
Erst 2018 qualifizierte sich Warren erneut für die BDO-Weltmeisterschaft. Er kämpfte sich ins Viertelfinale, in welchem er mit 4:5 Sätzen gegen Mark McGeeney verlor. Ebenfalls das Viertelfinale konnte Warren 2018 beim Finder Darts Masters sowie beim World Masters erreichen, musste sich jedoch gegen Jim Williams bzw. gegen Adam Smith-Neale geschlagen geben.
Bei der BDO World Darts Championship 2019 verlor er in der zweiten Runde gegen Michael Unterbuchner mit 0:4 Sätzen. Im selben Jahr gelang Warren als Vierter der BDO-Weltrangliste die Qualifikation zum Grand Slam of Darts 2019, verlor jedoch alle seine Partien und schied in der Gruppenphase aus.
Bei der BDO World Darts Championship 2020 konnte Warren seinen ersten Weltmeistertitel erringen. Er gewann das Finale gegen den Ranglistenzweiten und Landsmann Jim Williams mit 7:4 Sätzen. Dieser Turniersieg qualifizierte Warren erneut für den Grand Slam of Darts 2020, wo er erneut kein Spiel gewinnen konnte.
Bei der PDC Qualifying School 2021 scheiterte Warren knapp an der Qualifikation für die Final Stage.

## Titel

### WDF
- Silber-Turniere 
  - Romanian Classic: (1) 2020
  - Slovak Masters: (1) 2020

## Weltmeisterschaftsresultate

### BDO
- 2005: 1. Runde (0:3-Niederlage gegen  Mervyn King)
- 2013: 1. Runde (1:3-Niederlage gegen  Alan Norris)
- 2018: Viertelfinale (4:5-Niederlage gegen  Mark McGeeney)
- 2019: 2. Runde (0:4-Niederlage gegen  Michael Unterbuchner)
- 2020: Sieger (7:4-Sieg gegen  Jim Williams)

### WDF
- 2022: Achtelfinale (0:3-Niederlage gegen  Cameron Menzies)

### WSDT
- 2022: Achtelfinale (0:3-Niederlage gegen  Kevin Painter)